# Aniołki (serial telewizyjny)
Aniołki – polski 12-odcinkowy dokumentalny serial telewizyjny z 2001 roku. Reżyserem i autorem scenariusza jest Wojciech Szumowski, twórca wielu filmów dokumentalnych i reportaży.

## O serialu
Tematem serialu jest praca zawodowa oraz życie prywatne pięciu funkcjonariuszek warszawskiej straży miejskiej - Małgosi, Asi, Beaty, Halinki i Gosi. W produkcji tej ukazano, że strażniczki są zwykłymi kobietami, które mają swoje kłopoty i radości, chociaż są dzielnymi stróżami prawa.
Problemy osobiste, o których mowa w serialu, to m.in.:
- problemy z zapewnieniem opieki dzieciom w czasie pracy rodziców,
- utrata dziecka,
- dziecko nieradzące sobie z nieobecnością matki,
- brak umiejętności oderwania się od pracy poza nią.

Sprawy zawodowe bohaterek:
- niewłaściwe zachowanie młodzieży (wagary, palenie papierosów i marihuany, prostytucja nieletnich, ucieczki z domu),
- drobne przestępstwa i wykroczenia (kradzież, handel bez zezwolenia, awantury, zakłócanie porządku, zanieczyszczanie miejsc publicznych, samowola budowlana, groźne psy bez smyczy i kagańca, niewłaściwe parkowanie, spożywanie alkoholu w miejscach publicznych),
- problem bezdomnych ludzi,
- narkomania,
- zagrożenie powodziowe,
- problemy emigrantów żyjących w Polsce w trudnych warunkach,
- niebezpieczne miejsca w mieście,
- bezpańskie psy,
- los rumuńskich dzieci, które są zmuszane do żebrania.

Tytuł serialu prawdopodobnie nawiązuje do Aniołków Charliego.